# Троц Максим Васильович
Троц Максим Васильович (бл. 1885-?) – український політичний діяч, гласний Житомирської міської думи, депутат Всеросійських установчих зборів та Українських Установчих Зборів.

## Біографія
Народився у селянській родині. Учитель. Член УПСР з 1905 р. 1917 р. – один із керівників Волинської учительської спілки. Ймовірно репресований.

## Троц і Довженко
Про Максима Троца згадує Олександр Довженко. 1914 року вони обидва почали вчителювати у Другому житомирському змішаному вищому початковому училищі. 1915 посаду інспектора училища запропонували Довженку, проте той відмовився. Інспектором призначили Троца. За даними деяких житомирських краєзнавців керівництво Троца було відносно прогресивним і демократичним. За спогадами Довженка, Троц був нетерпимим до незгодних, забороняв відвідування українських вистав, читання творів української літератури, погрожував репресіями незгодним з рішеннями влади.